# برک ییلدیز
برک ییلدیز (انگلیسی: Berk Yıldız؛ زادهٔ ۹ ژانویهٔ ۱۹۹۶) بازیکن فوتبال اهل ترکیه است.
از باشگاه‌هایی که در آن بازی کرده‌است می‌توان به باشگاه فوتبال گالاتاسرای، باشگاه ورزشی گالاتاسارای، و باشگاه فوتبال الازیغ‌اسپور اشاره کرد.
وی همچنین در تیم‌های ملی فوتبال جوانان ترکیه، Turkey national under-16 football team, Turkey national under-17 football team، جوانان ترکیه، و زیر ۲۱ سال ترکیه بازی کرده‌است.